# カオシックルーン
『カオシックルーン』は、山本賢治による日本の漫画作品。『週刊少年チャンピオン』（秋田書店）にて連載された。単行本は全8巻。クリーチャーデザインは神宮司訓之。

## 概要
- 「カードを使用した召喚能力バトル」なのだが、細かい伏線を張ったストーリーや細やかな心理描写より勢いが重視され、バトル漫画としてはやや大味な仕上がりとなっている。しかし、ひたすらゴリ押ししていくスピード感溢れる展開（ファン曰く「敵キャラ4週死亡の法則」）と、敵味方あわせて初期メンバー以外マトモな人間が少ない異常者揃いのキャラクター、凄惨極まりないスプラッター描写、ヒロイン達のエロ描写がファン達に強く支持されている。
- 当初はブロッコリーによるカードゲーム企画の一環としてスタートしたが、ゲームは『チャンピオン』誌上で連載開始当初に告知が行われたのみで、以後音沙汰のないまま自然消滅するという異例の経歴を持つ。
- 続編の『カオシックルーンEs』が『チャンピオンRED』にて連載されていたが、現在休載中である。

## ストーリー
「異界」からモンスターを召喚して戦う「カード使い」が世界規模で争う世界。原因不明の飛行機事故でただ1人生き延びた少年、源リョウガは事故現場にいたカードモンスター「デス＝レックス」と出会い、「カード使い」同士が殺し合いをする地獄絵図に踏み込んでいく。

## 登場人物

### 竜界
源リョウガ
主人公。自分1人だけが生き残った飛行機事故の真相を知るために戦いに参加する。全ての界のモンスターを召喚できる「カオシックゲート」という能力を持つ。特技はカレーライスを作ること。
主な使用モンスターはデス＝レックス（ヘッド（死竜王）、アームズ（剛竜王）、ボディ（巨竜王））、ソニックプラス、サイロックス、シーラニクティス、サーキット＝ウォーカー、パラサイト＝マニューバー。
カオシックゲート
作中に登場するカード使いは基本的に一人につき「一つの世界」としか扉を開く事ができないが、世界を問わず扉を開く能力の持ち主。作中では源リョウガとワーロックこと久我カナメのみが確認されている。
夏樹ハカナ
リョウガの幼なじみ。リョウガを追って戦いに加わる。
使用モンスターはプルメリ（ポカポカ）。
棗クラン
リョウガを兄の敵として狙う少女（後に和解）。自称16歳だが、外見も行動もとてもそうは見えず、リョウガとハカナの高校の中等部にも通っていたのにもかかわらず、最終的には「普通の小学生」になった。
かなりのブラコンだが、実際は兄マモルに日常的な虐待を受けた過去があり、そのことを咎めた両親をも殺害されていた。兄の死後はリョウガとハカナを兄・姉のように慕っていた。
特撮番組「ヘルトラマン」の大ファン。
使用モンスターはヴォルボックス。
久我マコト
竜界の里から現れた闇竜王を扱う適合者。学ランを着ていて言葉使いも荒っぽいが、れっきとした少女。真の竜王の後継者となる為、リョウガと竜王のカードを狙う。一度は竜王の闇に取り込まれかけるがリョウガによって救い出され、その後はリョウガと共に竜界の里に向かうことに。
使用モンスターはデス＝レックス＝ウィング（闇竜王）。
時雨キョウゴ
マコトと共に竜界からやって来たカード使い。モンスターをバイク代わりに使い、自身が持つ刀にて戦闘する。クランに負けないほどの「ヘルトラマン」のファンでそれゆえに暴走することも。また、戦闘時にはテレビ時代劇の『必殺シリーズ』諸作品のオープニングナレーションのセリフを口にすることが多い。
使用モンスターはテスティナル。
御母衣サエコ
マコトと共に竜界からやって来たカード使い。スリーサイズは上から97・63・85のナイスバディ。モンスターを駆逐する為には手段を問わないといった一面を持つ。
使用モンスターはハグネイル。
生田目ニロ
マコトと共に竜界からやって来たカード使い。サエコとは違い、こちらは幼児体型で胸が小さいことを気にしている模様。モンスターとのコンビネーションでの正確射撃を得意とする。
使用モンスターはヴォル＝ツヴァイ。
おばさん
マコトと共に竜界からやって来たカード使い。本名不明。キョウゴをラリアット一撃でダウンできるほど、生身でもかなり強い。本編ではカードは使用せず。
久我シズネ
マコトの母親であり、リョウガの本当の母親でもある。生後間もないリョウガをカスミに託して逃がした罪で幽閉されている。重体の身から回復したハカナに王のカードの重要性を話し、その身を隠させる。
先生
本名不明。正体は竜界の里の住人の1人で、デス＝レックスの狂信者である。リョウガをカード使いとして覚醒させ、さらにデス＝レックスを復活させるため、竜界のカード使いの素質がある者を呼び集めて、『学校』という閉鎖空間でカードによる殺し合いをさせた。デス＝レックス＝ヘッドが『構成粉砕』を行使する際に、自ら必要な生贄となった。使用モンスターは不明。
シーラニクティス召喚者
本名不明。そばかすのあるチーマー風の若者。リョウガ同様、学校に招かれた1人で、作中で初めてカードから竜を召喚した。先生に攻撃を加えようとしたため腕を折られ、直後サイロックスに踏み潰されて死亡した。
サイロックス召喚者
本名不明。眼鏡をかけた太った男。サイロックスを召喚して上記のシーラニクティス召喚者を倒すも、デス＝レックスには勝てず、食い殺された。
デス＝レックス召喚者
本名不明。オールバックのヤクザ風の男。デス＝レックスを召喚、サイロックス召喚者を殺した。ソニックプラスを召喚したリョウガを圧倒するも、隙を疲れて反撃されるなどカード使いとしての素質はリョウガに水をあけられていた。デス＝レックスにリョウガより器として劣ると判断されたのか食われた。
和タケシ
顔中にピアスをしている。まともな教育を受けていないのか、知能は普通なのに数を数えられない。アル＝マーを使いこなしていたが、デス＝レックスに食われてしまった。
ゲイリー
ゲイリーは通称名と自称している。色黒のサーファー。物事を自分が見た事の無い映画にたとえるという奇妙な癖がある。ラグーンがシーラニクティスに倒され死亡。
使用モンスターはペクトラルとラグーン。
アルシノイ召喚者
アルシノイを使役していた男。クランをなめてかかっていたため、ヴォルボックスに深手を負わされて、カードをすべて渡して降参した。その後の行方は不明。
朔間ケイタロー
クランやハカナを『食べようと』したり、他人の顔の皮を剥いでコレクションするなど、かなりの猟奇者。デス＝レックスにグリスカントをあっというまに食われ、瞬殺される。口癖は「この例え、わかる?」。
使用モンスターはグリスカント。
キュラトス召喚者
本名不明。学校の中庭での闘いでの生き残りの1人。キュラトスを召喚していたが、他の生き残り3人と共にデス＝レックス＝アームズにあっという間に殴り殺された。
沢木アカネ
デス＝レックス＝アームズに脳まで体を全て乗っ取られた女性。その体はアームズの一部となっていた。
源秀樹、桃江
リョウガの育ての親の夫妻。作中では既に死亡。デス＝レックス＝ヘッドのカード探しの任務をしており、見つけた帰りの飛行機で機界の襲撃を受け、不時着。気絶しているリョウガにヘッドのカードを預け、囮となって死亡した。
メグ
竜界の里の住人である少女。久我マコトの親友だったが、マコトがデス=レックスを継承することに反対する勢力に与し彼女を殺そうとしたため、マコトに殺害される。

### 機界
日本支社総務部
一ノ谷コウキ（紘亀・鉱亀の表記あり）
総務部の1人。小太りな男性。趣味は短歌とモンスターの能力を悪用したのぞき。カスミに捕らえられ、口封じのために琴見に消されそうになるがカスミに助けられる。
使用モンスターはディープ＝ハンマー。
二見坂コトミ（琴美）
総務部の1人。全身に針状のピアスを付けた女性。
サーキット＝ウォーカーの能力で離れたところからリョウガ達を攻撃するが、うっかり自分の居場所を明かしてしまい、デス＝レックス＝ヘッドに丸飲みにされる。
使用モンスターはサーキット＝ウォーカー。
三剣リュウセイ（流星）
総務部の1人。暴走族風の青年。シグマを兄貴と呼んで慕っており、仇討ちも兼ねてリョウガを襲う。一度死亡するが、ガラクタ人間として蘇生。しかしあっさり倒される。
使用モンスターはニードルビット＝シケイダー。他に人二輪（ヒトバイク）の軍団を従えている。
四屍マモル（守）
総務部の1人でクランの兄。以前は「棗・七棗」姓を名乗っていた。残虐な性格の外道で極度のシスコンかつサディスト。そして小者。クランに躾として幾度と無く暴力を振るい、それを咎めた両親を殺害（クランには「自分たちは両親に捨てられた」と偽った）している。飛行機事故においても源夫妻を殺害しデス＝レックス＝ヘッドのカードを奪おうとするが、デス＝レックス＝ヘッドの不意打ちを受けて瀕死の重傷を負う。しかしながらパラサイト＝マニューバーの能力で蘇生。以降はミイラ男のような姿になる。最期は両親の死の真相を知り激昂したクランのヴォルボックスに食べられ、クランの手足を再生するための栄養源となる。
使用モンスターは上記のとおり、パラサイト＝マニューバー。
五部リン（燐）
総務部の1人でマッチョな男。素手でモンスターと渡り合い、至近距離からショットガンの銃弾を受けても平気な肉体を持つが、デス＝レックス＝ヘッドの敵ではなかった。
使用モンスターはメトロ＝ワーム。
六反田シグマ（死具真）
総務部の1人。飛行機墜落事故の首謀者。口癖は「なってない」。後にガラクタ人間として復活。戦闘ではすぐやられたが、マモルの見苦しい悪あがきに「やっぱりオマエはなってないな」と言い残して事切れた。
使用モンスターはバズ＝コックス。攻撃後の断面に深く陶酔している。
七乗寺レツ（烈）
総務課の1人。白ランを着た青年。いつも分厚い辞典（コマによって表紙は変わる）を持ち歩いており、あらゆる物をゾウや毛長マンモスを単位にして表現する。機界ビル崩壊後も生存しており、その後もたびたび登場する。
使用モンスターはメタモ＝ラーバ。デス＝レックス＝ヘッドそっくりに変態しており、「スーパーデス＝レックスブラックバージョンDX」「スーパーデラックス・ウルトラハイパーデス＝レックススペシャルバージョン・セカンド」（いずれも最終的には「デ（略）」と表記される）と呼ばれる。
山田マゴタロウ
何時も食べ物を食べている巨漢の男。食べ物が無くなると暴走し、食べられるものなら人間でも食べてしまう。作中ではすでに巨竜王に取り込まれてしまっていた模様。リョウガと死闘を繰り広げるが、最後は死竜王を食べるが逆に内部から取り込まれて食べられてしまう。
使用モンスターはデス＝レックス＝ボディ（巨竜王）。よって本来は竜界のカード使いであると思われる。
機界日本支部支社長
本名不明。二進数でしか喋れず、通訳を神代タツミがしている。無類井カスミのモンスター・ゾアの鉄拳制裁により、死亡。
使用モンスターはビルそのもののアイアン＝バスター。
女王
機界のトップたる存在。今作では存在でしか語られていない。登場は『ES』から。
ブレイン＝ウオッシャー召喚者
本名不明。典型的な営業部所属のサラリーマン風の男。モンスターで一般人を洗脳している際に、異界のカード使いであるハカナとクランを見つけ、出世のために殺そうとするが、乱入したリョウガによってあっけなく倒される。
使用モンスターはブレイン＝ウォッシャー。

### 魔界
神代タツミ
登場は2巻から。当初は機界日本支部で支社長の秘書をしていたが、日本支部の崩壊をきっかけに本来の姿になる。策略と連絡役の立場になる事が多く、自身ではあまり戦わない。任務によってはピエロやナース、ツアーガイドなどのコスプレ姿で登場することも多い。
使用モンスターはゲビル9。
ワーロック（久我カナメ）
久我マコトの兄。当初はデス＝レックスの正統後継者であったが、自分の「カオシックゲート」の力にて頂点に立つ為、突如反乱を起こし魔界のカード使いとなり、魔界の頂点に立つ。
使用モンスターはシック・オブ・イット・オール他多数。
シャハティ・アルハザード
性別不明でワーロックを崇敬している。パルコの命を捧げたカードによる闇竜王の攻撃で死亡。『ES』では虹死連の一員としても登場している。
使用モンスターはビースト＝ウィズン。
朽葉ユラ
いじめられっ子の少女。しかしその内面は残虐性と支配欲の塊。闇竜王の攻撃で死亡。
使用するモンスターはニューキー＝パイクス。
DJ"ジャジャ"
人気DJだが正体はカード使い。闇竜王の攻撃で死亡。
使用モンスターはカニバル＝コープス。
パルコの先輩(名称不明)
金髪の不良少女。パルコと共にクラブに行くが、闇竜王の攻撃により死亡。
使用モンスターはビチビチ=ビッチ。
日向寺真一
「王」のカードを奪取するが、横取りを狙うタツミに負傷させられ、植物状態となる。
使用モンスターはアグノスティック=フロント。
シマコ
万引きを繰り返す不良少女。
使用するモンスターはボルト＝スロワー。
トゲユキ
気が短い性格の不良。
使用するモンスターはヘル＝バスタード。
ひったくり（名称不明）
老婆相手にひったくりをしていた不良。
使用するモンスターはダムネーション＝アレイ。
ニック、アン
双子の兄弟。影絵のパフォーマンスを得意とする。
使用するモンスターはディスオーダーおよびディスチャージ。

### 女界
無類井カスミ
3巻から登場のリョウガの師匠。機界を潰す為にリョウガを鍛え上げ、利用する。魔界のカード使いの神代タツミとは過去に何かあった模様。神代タツミとの戦闘でデビル9の死霊蘇生による精神攻撃と突如現れた久我マコトの闇竜王の攻撃により重傷を負い、ビルの崩壊で行方不明となるが、最終回にて突然現れる。
使用モンスターはエレ、クマリ、ネア、ゾア。

### その他
我謝コウジ
1巻から登場。自らの身体に傷を負うことを嫌い、武器カードにて戦闘する。基本的にはカードコレクターでカード等を売買したりもする。数々のカードを集める為、セコいことから他人を餌にする事さえもする。ただ、ハカナに強引にカードを交換させられたり、カスミに頭が上がらなかったりする一面も。
野々原パルコ
ある出来事からマコトの闇竜王のカードを手に入れた少女。スーパースターになる為にカードを使おうとするが、適性がないため使う事ができなかった。アルハザードとの戦闘の際に重傷を負い、最後はマコトの力になる為に命を捧げる。
トウマ
学校でリョウガに何かとからんでくる不良。
ハナコ
ハカナの知り合いの女子。
赤子（本名不明）
神界のカードの使い手。南極にて誕生し、そのまま南極に大樹を生やす。

## モンスター

### 竜界
爬虫類や両生類、軟体動物といった動物、恐竜や化石哺乳類などの古生物がモチーフとなっているものが多い。頭部や胴体は硬質なで外骨格で覆われていることが殆どである。召喚は腹部から行われる。
デス＝レックス（デス＝レックス＝ヘッド）
別名・死竜王。頭蓋骨のような顔と異様に大きな口を持つ竜界の王。食らった物の存在と因果を消し去り、カード使い以外には『いなかった』ことになる。ちなみに人間を食らった場合、召喚者（リョウガ）の傷が癒える（同様の能力はヴォルボックスも見せている）。必殺技は人間1人の命を消費し、周囲を原子にまで分解し食らい尽くす『構成粉砕（ゲシュタルト＝グラインド）』。
喋るモンスター自体珍しい中、カードの状態でも喋ることができる。性格は王なだけあってか尊大にして傲慢。2000年前の闘いで体を5つに分けられており、その頭部に当たる。竜界の学校での闘いで手足、機界日本支社での闘いで胴体を取り戻している。さらに『Es』で羽と尾を取り戻し、完全復活を果たした。
強力なモンスターだが代償も大きく、使い続けるうちに召喚者の精神が病んでいく可能性があり、それが続くとデス＝レックスに取り込まれてしまう。実際リョウガは一度取り込まれそうになっており、『Es』でも再び暴走している。
デス＝レックス＝アームズ
別名・剛竜王（自称・真竜王）。分割前のデス＝レックスの両手両足が1体の双頭の竜となっている。手の腕力や、足の刃が武器だったが、ヘッドに『構成粉砕』で食われ、元の手足に戻った。
デス＝レックス＝ボディ
別名・巨竜王。デス＝レックスの胴体に当たる。体中に口を作り出せ、すさまじい消化能力と重力を操る能力を持つ。デス＝レックスから離れてデブになっていたが、その脂肪のせいで、アル＝マーの剣をつけたデス＝レックスでさえ、完全に切断できなかった。最終的に、デス＝レックスが内側から食らうことで、元の胴体に戻ってしまった。
デス＝レックス＝ウィング
別名・闇竜王。デス＝レックスの翼に当たる。影の中に潜んだり、相手を闇の中に飲み込む能力を持つ。また口からは音波砲を放つ。視覚は無いが聴覚で相手を認識する。ヘッド同様、周りのすべての物を闇に飲み込み抹殺する『ゲシュタルト＝グラインド』が使える。こちらも、発動のために人間1人を消費しないといけない。
ソニックプラス
小型の鳥のような竜。高速飛行が得意で、攻撃は突撃形態になっての突進。
シーラニクティス
触手と吸盤を持つ。水中戦を得意とする。
サイロックス
岩石のような皮膚と大きな角を持つ竜。巨体とパワーを活かしての突進や防御が得意。
アル＝マー
ナイフのような両腕とねじれたゴムのような胴体を持つ。上半身を高速回転させて攻撃することができる。
ペクトラル
カブトガニとサーフボードを合わせたような姿の竜。ヒレが刃物のようになっている。
ラグーン
頭部（胴体部?）が水流を起こすモーターのようになっている蛸のような竜。周囲を湖のように水で満たすことができる。
プルメリ
小さい体で武器になるような器官を持たないが、体内に腐食性の毒を有する。また、細胞片からでも体を復元するほどの強力な再生能力を持ち、斬られたりするたびに増殖し、その際は召喚者（ハカナ）にはダメージがない。ハカナは『ポカポカ』と名づけている。また成体になると、治癒の能力を持つようになる。ただし、ダメージを受けないというわけではなく、あくまで受けた瞬間に分裂・再生することで本体へのダメージが発生しないという仕組みのため、体を武器などで刺し貫き続けると本体にダメージが及ぶ。
アルシノイ
前面に3つ、尾に1つのドリルを持つ。
ヴォルボックス
球体状の体に尾と4足を持つ。体から飛ばす球体や、自切可能の尾が爆弾になっており、それで攻撃する。ただし爆破することに召喚者もその威力に応じて負傷してしまう。また煙幕を張ることも可能。
グリスカント
背や手の部分に触手が生えている竜。触手に触れたものは摩擦が0になる。
キュラトス
相手の傷口から血を全て吸い取る吸血竜。
ハグネイル
滑空で飛行する竜。
ヴォルツヴァイ
生体弾道弾による精密射撃を得意とする。また煙幕も張ることができる。
テスティナル
バイク状に変形する。戦闘する描写は無く、もっぱらマスターの時雨キョウゴの足として機能している。

### 機界
昆虫やサソリなどの節足動物がモチーフとなっているものが多い。文字通り機械のような、金属を思わせる装甲を持ち、関節もシリンダーやボールジョイントなどになっている。また、武装も機関銃や大砲、ミサイルといった軍事兵器的なものが多い。やや『質より量』の考え方が強く、無闇にモンスターを召喚しがちな面がある。召喚は頭頂部から行われる。その為、大脳が露出するシーンも見られる。
パイル＝ガーシム
全長50mの拠点用マシン。右腕のパイル＝バンカーや、脚部の155mm砲などが武器。
アハト＝アハト
無限軌道の代わりに4足を持つ戦車のような外見のマシン。8.8mm砲と、パワーアームが武器。寒冷地、砂漠、ブッシュなどの仕様が存在する。
ブレイン＝ウォッシャー
末端装置を介して一般人を洗脳、機界のカード使いにしてしまうマシン。戦闘能力は皆無。
エクス＝マンティス
カマキリのような形状を持つ。機界の一般的な戦闘マシンで、量産型。
バズ＝コックス
喧嘩ゴマのような形の硬い装甲と、チェーンソーの刃を持つマシン。切り口は正確。
ニードルビット＝シケイダー
巨大なツノを持つバイク型のマシン。ツノで刺した相手を高周波振動で攻撃できる。
ディープ＝ハンマー
鮫の形状のモンスター。原子透過能力を持ち、物質内を泳ぎ回ったり、相手の攻撃をかわすことができる。
サーキット＝ウォーカー
非常に小さな形態のモンスター。電子機器に侵入し、凶器に改造する。
メトロ＝ワーム
細長いミミズのような体のモンスター。地下鉄のような外見になる通勤用装甲を持つ。体内に入れたカード使いを眠らせ、トラウマの悪夢を見させながら溶解する「ナイトメア・エクスプレス」という能力を持つ。
パラサイト＝マニューバー
多目的アームを持つ蜘蛛形のモンスター。機械や生物を好きなように改造できる。自身は貧弱だが、強力な防御として電磁バリアーを有する。
メタモ＝ラーバ
他のモンスターのコピーとなり、さらに好きな武器を追加装備する能力を有する。作中に登場した形態では、モンスターの情報を収集する幼虫形態、成長のための蛹形態、デス＝レックスをコピーし、黒い生体装甲とさまざまな武器を追加した成体形態、生体装甲がなくなった成体本来の姿、デス＝レックスに酷似した形態の5つ。
アイアン＝バスター
支社ビルそのものがモンスターという、拠点型要塞モンスター。
クレヤボンシス＝アイ
記憶や想像したイメージをプリントすることができる情報収集用モンスター。
フォルケン＝バスター
巨大爆撃機のようなモンスター。大型移動要塞であり、前線基地としての機能も果たす。武装は反物質爆弾で、敵拠点を丸ごと消滅させるほどの威力を有する。

### 魔界
モンスターは基本的に人型をしているが、魔女やゴーレム、甲冑兵やジャックオーランタンなど、オカルト全般をモチーフとしている。また、ドクロやハードコアなど、デスメタルの雰囲気が強いものも多い。カードを消費することで物理法則を無視した能力、「魔法（アウトスキル）」を発動することができる。その特性故に強力なモンスターが多いが、反面、同士討ちを恐れており、単独行動が目立つ。召喚は顔面部から行われる。
ゲビル9（ナイン）
髪の長い女性のような外見。髪がドリル状の武器になる。また全身がドリルのようになったり、飛行することも可能。魔法はエクトプラズムを吐き出し、相手のトラウマになっている死者を再構成して闘わせる「死霊蘇生（デッドシャルライズ）」。
ニューキー＝パイクス
百目のような頭部と細長い手足を持つモンスター。普段は人形の中に潜んでいる。自身の持つ大きな安全ピンと大量の人形で闘う。魔法は目を見た相手を小さな人形に変えてしまう「人形地獄（チャイルドプレイ）」。
アグノスティック＝フロント
軍隊のような群体型モンスター。ワイヤートラップ、落とし穴、地雷設置、降下部隊、触手吸収、ドッグタグ回収や指揮官などさまざまな能力を有する軍人達からなる。1体のモンスターとドッグタグがあれば、人間を食らう事で再生が可能。また1つに集まることで戦車形態にも変化できる。魔法はナイフの刺口から相手を石化させていく「石化魔法（ザ・ロック）」。
カニバル＝コープス
左肩のレコードの名盤コレクションからレコードを投げて攻撃するモンスター。
ビチビチ＝ビッチ
右手にマイク、左手に音叉、頭部にスピーカー、右胸部に顔、下半身は魚のモンスター。魔法は怪音波を発する「人魚の歌声（セイレーン）」。
ダムネーションアレイ
バイク車輪のようなモンスター。カードなどの対象を素早く盗み取ることができる。魔法は通常の20倍のスピードを得る「ニトロターボ」。だが、テスティナルにあっさり追いつかれた。
ヘル＝バスタード
甲冑とランスで武装したモンスター。魔法は相手の防御力が無効になる、大量のランスを降らせる「魔鬼雨（レイン・イン・ブラッド）」。
ボルト＝スロワー
大地と同化し、土を自在に操るモンスター。土があれば何度でも再生できる。
ディスチャージ
ディスオーダー
兄弟のモンスター。ディスチャージは影を斬る事で、影の本体も斬る「シャドースラッシュ」ができる。ディスオーダーは手にするサーチライトで相手を照らして影を作り出す「サーチアンドデストロイ」を行い、チャージの援護を行う。
ビースト＝ウィズン
博士のような外見のモンスター。薬品の入った注射器と鞭が武器。魔法は内に秘めた獣の半身を解き放つ「獣化武装」。
シック・オブ・イット・オール
魚の骨のような帽子とマントを着込んだモンスター。触れた対象の存在を否定し、消滅させてしまう。

### 女界
モンスターは基本的に人型、特に女性をモチーフとしている。人間界との繋がりが薄いため、モンスターが傷ついても召喚者にダメージが返らない代わり、一度死んだモンスターは二度と蘇らない。その理由から、幾多のカード大戦を通じて現在は絶滅の危機に瀕している。本編でも使い手は無類井カスミのみである。召喚は胸部から行われる。
エレ
身体にあらゆる兵器を持つサイボーグ少女。カスミを『お姉様』と呼んで慕う。泣き虫だが、その泣き声も強力な音波攻撃である。
クマリ
巫女の姿をした美少女。デス＝レックスを操る修行をするリョウガに付き従う。リョウガがデス＝レックスの闇に取り込まれたとき、自らを犠牲にしてリョウガを正気に戻した。

## 関連作品

### 単行本
少年チャンピオンコミックス 秋田書店
1. 2003年8月10日発行 2003年7月10日発売 ISBN 4-253-20531-3
2. 2003年10月10日発行 2003年9月11日発売 ISBN 4-253-20532-1
3. 2003年12月25日発行 2003年11月27日発売 ISBN 4-253-20533-X
4. 2004年2月29日発行 2004年1月29日発売 ISBN 4-253-20534-8
5. 2004年4月25日発行 2004年3月25日発売 ISBN 4-253-20535-6
6. 2004年7月25日発行 2004年6月24日発売 ISBN 4-253-20536-4
7. 2004年9月25日発行 2004年8月26日発売 ISBN 4-253-20537-2
8. 2004年11月20日発行 2004年10月21日発売 ISBN 4-253-20538-0

### ラジオドラマ
スタッフ
- 脚本：中村浩二郎（スタジオオルフェ）
- 音響監督：藤岡央
- 主題歌担当：ZIZZ STUDIO
  - 竜界編OPテーマ「RECALL THE POWER」（作曲・編曲：磯江俊道、作詞：江幡育子、歌：生沢祐一）
  - EDテーマ「KARMA」（作詞・作曲・編曲：藤岡央　歌：HOLLY KINGDOM）
  - 機界編OPテーマ「TRIGGER IN MY HEART」（作曲：村上正芳、作詞：Hassy、歌：いとうかなこ）
  - EDテーマ「はるか彼方へ」（作詞・作曲・編曲：藤岡央、歌：HOLLY KINGDOM）
  - 機界日本支社編OPテーマ「My calm defiance～静かな反抗」（作曲・編曲：磯江俊道、作詞：江幡育子、歌：新谷良子）
  - EDテーマ「宙(SORA)」（作詞・作曲・編曲：藤岡央、歌：HOLLY KINGDOM）
  - 魔界編OPテーマ「Arrow of the Sage」（作曲：村上正芳、作詞：Hassy、歌：いとうかなこ）

キャスト
- 源リョウガ（浪川大輔）
- 夏樹ハカナ（新谷良子）
- 棗クラン（神田理江）
- 我謝コウジ、機界サラリーマン（森訓久）
- 無類井カスミ、ポカポカ（かないみか）
- デス＝レックス、源ヒデキ、ヘルトラマン（若本規夫）
- デス＝レックス＝アームズ、エレ（吉田小南美）
- 先生（千葉進歩）
- 作間ケイタロウ（志村知幸）
- 大林ミチオ、相馬エリの父（野瀬育二）
- 中山ジロウ、トウマ（奈良徹）
- 武屋マユ、久我マコト（生天目仁美）
- 小田チフユ ハナコ、ゲビル9（猪口有佳）
- 菊地エリ（近藤佳奈子）
- 一ノ谷コウキ（茶風林）
- 三剣リュウセイ（遠近孝一）
- 四屍マモル（三木眞一郎）
- 六反田シグマ（郷里大輔）
- コンビニ店員（ナカニシマミ）
- クマリ（榎本温子）
- 神代タツミ（根谷美智子）
- ゾア、源モモエ（岩村琴美）
- 機界日本支社長（最上嗣生）
- 機界営業部長（大畑伸太郎）
- 機界アナウンス（近藤佳奈子）
- 朽葉ユラ（南央美）
- ニューキー＝パイクス（大谷育江）

### ドラマCD
ドラマCD1-3は上記ラジオドラマのCD化作品。ラジオでは放送できなかったエピソードや原作ではカットされたエピソードも含まれている。
- カオシックルーン ドラマCD Vol.1～竜界編～（2004年1月29日発売）
- カオシックルーン ドラマCD Vol.2～機界編～（2004年3月25日発売）
- カオシックルーン ドラマCD Vol.3～機界日本支社編～（2004年7月29日発売）
- 少年チャンピオン応募者全員サービスドラマCD

### ラジオ
『浪川大輔と新谷良子のカオシック×アクエリアンナイト』
2003年8月7日～2004年9月30日
ラジオ関西 毎週木曜日 24：00～24：30
パーソナリティ：浪川大輔×新谷良子